# Ban Chao
Pour les articles homonymes, voir Ban.
Dans ce nom, le nom de famille, Ban, précède le nom personnel.
 (avril 2021).
Ban Chao (chinois : 班超 ; pinyin : bān chāo ; EFEO : Pan Ch'ao), né à Xianyang (Shaanxi) en 32, mort en 102, était un général chinois qui joua un rôle important dans la conquête des territoires à l'ouest de la Chine ainsi que dans l'exploration des contrées à l'ouest de la Chine. Selon René Grousset, il fut un des plus grands capitaines qu'ait connus la  Chine. 

## Biographie
Ban Chao vient d'un milieu modeste. Son père, Ban Biao, est cependant un historien, et son frère  Ban Gu ainsi que sa sœur  Ban Zhao marcheront sur les traces de leur père, et poursuivront son œuvre. 
Mais très vite, Ban Chao sait faire la preuve de son courage et de sa force de caractère, et il montre aussi des talents d'orateur. Il vint bientôt à la capitale, Luoyang, où il travailla comme copiste. Mais il trouvait injuste de ne pouvoir connaître la gloire parce qu'il était pauvre. C'est alors qu'une diseuse de bonne aventure lui prédit qu'il serait anobli. 

### La lutte contre les Xiongnu
Il put bientôt prouver sa vaillance au cours de batailles, après quoi on l'envoya en Occident où il fut chargé de l'administration des régions de l'ouest (en Asie centrale) sous la dynastie Han orientaux. Il se montra très habile et repoussa les Xiongnu, assurant ainsi le contrôle chinois sur la région du bassin du Tarim. Il a mené des expéditions jusqu'en Parthie et jusqu'à la mer Caspienne. Il a combattu pendant 31 ans.
À partir de 73, l'empereur Mingdi l'envoya en direction des territoires du Turkestan occidental, qui étaient alors sous le contrôle des Xiongnu du Nord. Ban Chao se rendit chez différents peuples qui avaient, du temps des Han occidentaux, requis l’alliance des Chinois, et il les convainquit de la supériorité Han par des démonstrations de force telles que l’assassinat des ambassadeurs Xiongnu. Il convainquit ainsi les rois de Shanshan (est du Taklamakan) et du Khotan, ainsi que les Cheshi à se rallier aux Chinois, et établit le contrôle Han sur l'ensemble du bassin du Tarim. 

#### Exploration de l'Ouest
Bien que Zhangdi, successeur de Mingdi, ait songé en 76 à abandonner les efforts en direction de l’Ouest, Ban Chao tint bon. Il alla jusqu'à la mer Caspienne et entra en contact avec les Parthes à qui une ambassade avait déjà été envoyée du temps de Wudi. Il expédia un envoyé, Gan Ying (甘英), à Rome en 97, mais certains historiens pensent que celui-ci s'arrêta aux rives de la mer Noire et que sa description de Rome provient d'informations de seconde main. 
Après le retour de Ban Chao à Luoyang à l'âge de 70 ans, personne ne se montra capable de prendre efficacement sa succession et ses efforts furent perdus.